# Apparatebau

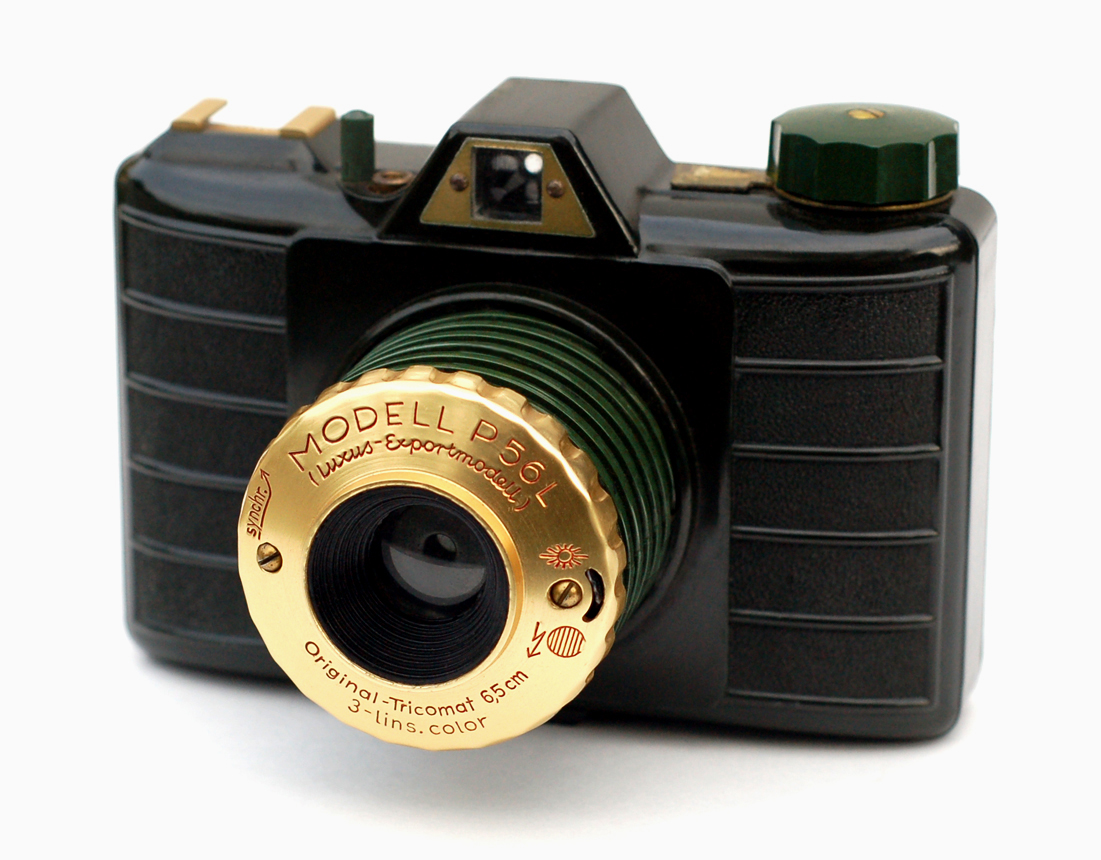
Ein Fotoapparat des Modells Hamaphot P56L der Firma Apparatebau und Kamerafabrik

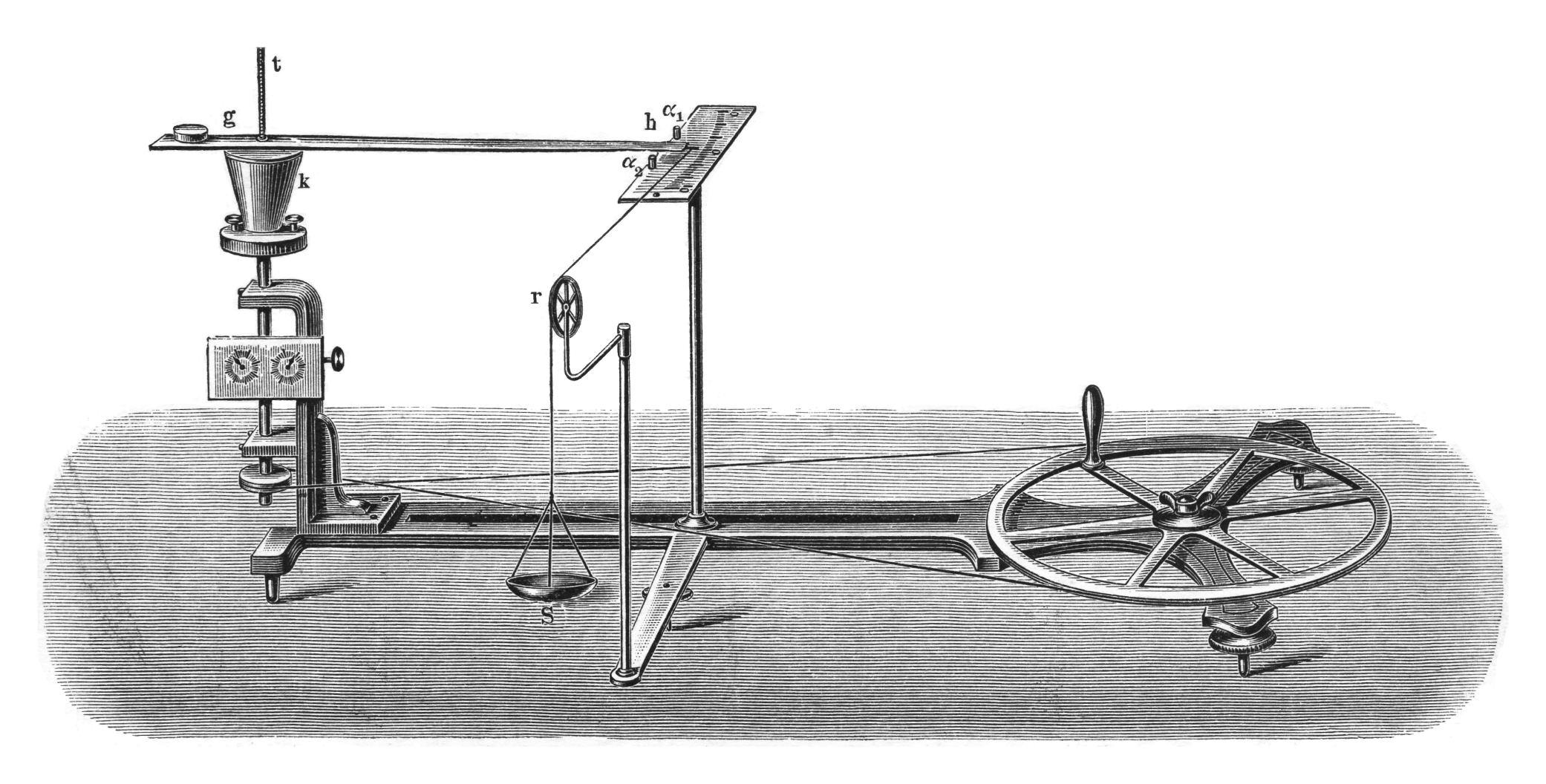
Ein Apparat zur Bestimmung des mechanischen Wärmeäquivalents nach Johann Puluj

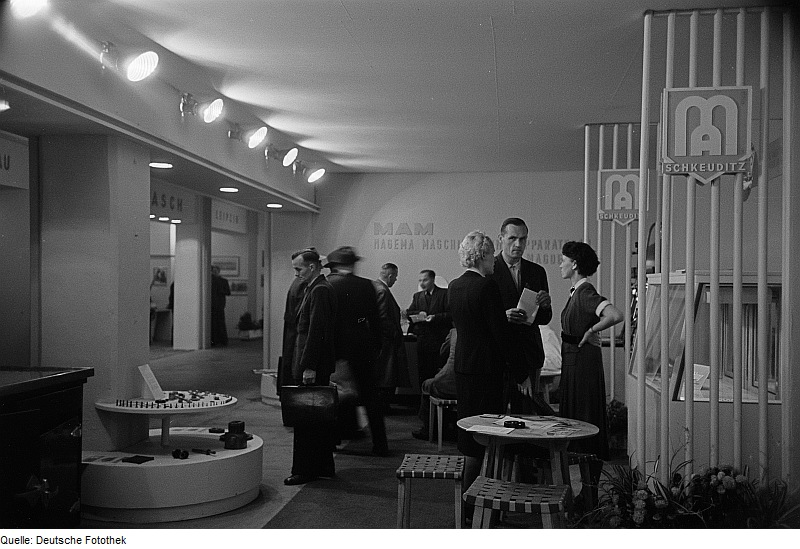
Apparatebau Magdeburg

Apparatebau ist eine dem Maschinen-, Geräte- und Anlagenbau verwandte, technische Disziplin, die sich mit der Auslegung, Konstruktion, Fertigung und Inbetriebnahme von speziellen, technischen Apparaten beschäftigt. In der Ingenieurwissenschaft spricht man einerseits vom Maschinen- und Anlagenbau und andererseits vom Maschinen- und Apparatebau, wobei der Apparatebau als Teildisziplin des Anlagenbaus verstanden wird.
In der Verfahrenstechnik ist die Begriffskombination Behälter- und Apparatebau üblich, wobei spezielle Behälter als Teile verfahrenstechnischer Apparate und Anlagen betrachtet werden können. Neben genauen Kenntnissen des Prozesses, der innerhalb des Apparates abläuft, sind im Apparatebau insbesondere Kenntnisse der Konstruktionslehre, Technischen Mechanik (insbesondere Festigkeitslehre), Werkstoffkunde, Wärmeübertragung und Strömungsmechanik erforderlich.
Speziell in der Verfahrenstechnik unterliegen Apparate und deren hoch beanspruchte Komponenten (wie z. B. Druckbehälter) erhöhten Sicherheitsanforderungen, die beim Apparate- und Anlagenbau berücksichtigt werden müssen. Daher hat sich neben dem Apparatebau als weitere, technische Spezialisierungsrichtung der Behälterbau etabliert. Dieser findet sich, wie auch der Anlagen-, Apparate-, Geräte- oder Werkzeugbau, oftmals auch in der Bezeichnung oder dem Profil von Unternehmen wieder, die sich ganz speziell einem dieser technisch anspruchsvollen Fachgebiete verschrieben haben.
Auch im Berufsbild des Technischen Zeichners ist, wie wohl auch in anderen Berufen, eine Spezialisierung mit dem Schwerpunkt Apparatebau möglich.